# Urolais epichlorus
La prinia rabilarga (Urolais epichlorus) es una especie de ave paseriforme de la familia Cisticolidae endémica del golfo de Guinea. Es la única especie del género Urolais.

## Distribución y hábitat
Se encuentra únicamente en las montañas que hay entre el oeste de Camerún y el este de Nigeria, además de la isla de Bioko. Su hábitat natural son lo bosques húmedos tropicales de montaña y las sabanas.